# Finala Ligii Campionilor 1994
Finala Ligii Campionilor UEFA 1994 a fost un meci de fotbal jucat între echipa italiană A.C. Milan și cea spaniolă FC Barcelona. Scorul meciului a fost un 4-0 pentru A.C. Milan, golurile lui A.C. Milan au fost marcate de Massaro în minutul 22 și 45, Savićević în minutul 4 și Desailly în minutul 59.

## Detalii
| A.C. Milan                                  | 4 – 0 | FC Barcelona |
| ------------------------------------------- | ----- | ------------ |
| Massaro 22', 45' Savićević 47' Desailly 59' |       |              |

| AC Milan | Barcelona |

| AC MILAN:                                          |    |                    |                 |     |
|                                                    |    |                    |                 |     |
| GK                                                 | 1  | Sebastiano Rossi   |                 |     |
| RB                                                 | 2  | Mauro Tassotti (c) | Cartonaș galben |     |
| LB                                                 | 3  | Christian Panucci  | Cartonaș galben |     |
| CM                                                 | 4  | Demetrio Albertini | Cartonaș galben |     |
| CD                                                 | 5  | Filippo Galli      |                 |     |
| CD                                                 | 6  | Paolo Maldini      |                 | 84' |
| RM                                                 | 7  | Roberto Donadoni   |                 |     |
| CM                                                 | 8  | Marcel Desailly    |                 |     |
| LM                                                 | 9  | Zvonimir Boban     |                 |     |
| CF                                                 | 10 | Dejan Savićević    |                 |     |
| CF                                                 | 11 | Daniele Massaro    | Cartonaș galben |     |
| Rezerve:                                           |    |                    |                 |     |
| GK                                                 | 12 | Mario Ielpo        |                 |     |
| DF                                                 | 13 | Stefano Nava       |                 | 84' |
| MF                                                 | 14 | Angelo Carbone     |                 |     |
| MF                                                 | 15 | Gianluigi Lentini  |                 |     |
| FW                                                 | 16 | Marco Simone       |                 |     |
| Antrenor:                                          |    |                    |                 |     |
| Fabio Capello Arbitrii asitenți: Patrulea oficial: |    |                    |                 |     |

| FC BARCELONA: |    |                       |                 |     |
|               |    |                       |                 |     |
| GK            | 1  | Andoni Zubizarreta    |                 |     |
| RB            | 2  | Albert Ferrer         | Cartonaș galben |     |
| CM            | 3  | Josep Guardiola       |                 |     |
| CD            | 4  | Ronald Koeman         |                 |     |
| CD            | 5  | Miguel Ángel Nadal    | Cartonaș galben |     |
| CM            | 6  | José Mari Bakero (c)  | Cartonaș galben |     |
| LB            | 7  | Sergi Barjuán         | Cartonaș galben | 73' |
| CF            | 8  | Hristo Stoichkov      |                 |     |
| RM            | 9  | Guillermo Amor        |                 |     |
| CF            | 10 | Romário               |                 |     |
| LM            | 11 | Txiki Begiristain     |                 | 51' |
| Rezerve:      |    |                       |                 |     |
| DF            | 12 | Juan Carlos           |                 |     |
| GK            | 13 | Carles Busquets       |                 |     |
| MF            | 14 | Eusebio Sacristán     |                 | 51' |
| MF            | 15 | Ion Andoni Goikoetxea |                 |     |
| MF            | 16 | Quique Estebaranz     |                 | 73' |
| Antrenor:     |    |                       |                 |     |
| Johan Cruyff  |    |                       |                 |     |